# Mintscho Nikolow
Mintscho Nikolow (bulgarisch Минчо Николов; * 14. September 1952) ist ein ehemaliger bulgarischer Ruderer. Er gewann 1980 eine olympische Bronzemedaille. 

## Sportliche Karriere
Bei den Olympischen Spielen 1976 trat der bulgarische Doppelvierer mit Jordan Waltschew, Mintscho Nikolow, Christo Jelew und Eftim Gjerzilow an. Mit einem dritten Platz im Vorlauf hinter den Booten aus der Sowjetunion und aus der DDR und einem zweiten Platz im Hoffnungslauf hinter dem Boot aus der Bundesrepublik Deutschland qualifizierten sich die Bulgaren für das Finale, dort belegten sie den fünften Platz.
Bei den Weltmeisterschaften 1977 in Amstelveen trat der 1,82 m große Nikolow im Einer an und belegte den neunten Platz. Im Jahr darauf bei den Weltmeisterschaften in Neuseeland trat der bulgarische Doppelvierer mit Mintscho Nikolow, Stoiko Hadilew, Ljubomir Petrow und Bogdan Dobrew an und erreichte den fünften Platz.
Bei den Olympischen Spielen 1980 in Moskau ruderten Mintscho Nikolow, Ljubomir Petrow, Iwo Russew und Bogdan Dobrew im Doppelvierer. Im zweiten Vorlauf gewann das Boot aus der DDR vor den Bulgaren und Franzosen, das Boot aus der gastgebenden Sowjetunion belegte den vierten Platz. Nur die Vorlaufsieger aus Jugoslawien und aus der DDR waren direkt für das Finale qualifiziert. Den ersten Hoffnungslauf gewannen die Franzosen vor den Spaniern, im zweiten  Hoffnungslauf siegte der Doppelvierer aus der Sowjetunion vor den Bulgaren. Im Finale belegten die vier Boote, die bereits im zweiten Vorlauf aufeinander getroffen waren, die ersten vier Plätze. Es siegte das Boot aus der DDR mit anderthalb Sekunden Vorsprung vor dem sowjetischen Boot, dahinter mit jeweils ungefähr einer Sekunde Abstand die Bulgaren vor den Franzosen.
Petrow und Nikolow belegten bei den Weltmeisterschaften 1981 in München den elften Platz im Doppelzweier. Ebenfalls den elften Platz belegte er bei den Weltmeisterschaften 1983 im Doppelvierer.